# Terebrirostra
Terebrirostra is een geslacht van uitgestorven brachiopoden, dat leefde tijdens het Laat-Krijt.

## Beschrijving
Deze vier centimeter lange solitaire brachiopode kenmerkt zich door de lange, opvallend gekromde wervel van de steelklep, die ver voorbij de achterrand van de schelp reikt. De omtrek van de armklep is ovaal tot bijna driehoekig. De kleppen vertonen langs de commissuur (raaklijn waarlangs de kleppen op elkaar vallen) veel golven en plooien. Beide kleppen bevatten radiaire, straalsgewijs gerangschikte richels en dunne concentrische groeistrepen.

## Leefwijze
Dit geslacht bewoonde ondiepe wateren, waar het zich met de pedunculus verankerde op een harde ondergrond. De gekromde wervel kan dienst hebben gedaan om de schelp los van het substraat te houden, om zodoende de mantelholte vrij van slib te houden.